# فرودگاه تری-کانتی (کارولینای شمالی)
فرودگاه تری-کانتی (کارولینای شمالی) (به انگلیسی: Tri-County Airport (North Carolina)) یک فرودگاه همگانی است که یک باند فرود آسفالت دارد و طول باند آن ۱۳۷۲ متر است. این فرودگاه در کشور ایالات متحده آمریکا قرار دارد و در ارتفاع ۲۰٫۷ متری از سطح دریا واقع شده است.